# Бат, Райан Мишель
Ра́йан Мише́ль Бат (англ. Ryan Michelle Bathe, род. 27 июля 1976, Сент-Луис, Миссури, США) — американская телевизионная актриса. Бат наиболее известна благодаря своей роли Сары Холт в сериале ABC «Юристы Бостона», где она снималась в 2005—2006 годах. Она также снялась в ситкоме TV Land «В 35 — на пенсию» в 2011 году и имела второстепенные роли в сериалах «Травма» (NBC, 2009—2010) и «Армейские жёны» (Lifetime, 2012). На большом экране она появилась в комедии «Очень опасная штучка» в 2012 году.
Бат родилась в Сент-Луисе, штат Миссури, и окончила Стэнфордский университет, после чего получила степень бакалавра в Нью-Йоркском университете.

## Фильмография
Фильмы
- Как брат брату (2004)
- Всё про нас (2007)
- Апрельская Луна (2007)
- Покидая Барстоу (2008)
- Очень опасная штучка (2012)

Телевидение
- Воспитание Макса Бикфорда (1 эпизод, 2001)
- Заборы (телефильм, 2003)
- Скорая помощь (1 эпизод, 2003)
- Подруги (1 эпизод, 2004)
- Половинка и половинка (1 эпизод, 2004)
- Лакаванна Блюз (телефильм, 2005)
- Юристы Бостона (регулярная роль, 16 эпизодов, 2005—2006)
- Розовый воротничок (Пилот, 2006)
- Братья и сёстры (2 эпизода, 2007)
- Медиум (1 эпизод, 2007)
- Подруги (1 эпизод, 2007)
- Как я встретил вашу маму (1 эпизод, 2008)
- Кости (1 эпизод, 2009)
- В Филадельфии всегда солнечно (1 эпизод, 2009)
- Братья (1 эпизод, 2009)
- Частная практика (1 эпизод, 2010)
- Травма (9 эпизодов, 2009—2010)
- В 35 — на пенсию (регулярная роль, 10 эпизодов, 2011)
- Закон Хэрри (1 эпизод, 2011)
- Армейские жёны (11 эпизодов, 2012)
- Keep It Together (Пилот, 2014)[4]